# Guish
Una tribu guish (en árabe, جيش jaysh, literalmente «grupo guerrero». A veces también escrito como guich, gish, jaych, djich o djish por influencia francesa) es una tribu marroquí que consagra su fuerza militar al servicio del sultán a cambio de tierras, de las que se convierten, en partes iguales con el sultán, en los usufructuarios. Las tribus guish eran profesionales de la guerra y en cierto modo estaban privilegiados por el gobierno. Formaron parte del sistema oligárquico marroquí llamado «El Majzén». 
Generalmente eran tribus árabes para arabizar a la población bereber, aunque también hubo algunas tribus guish bereberes.

## Historia
Según un estudio de la FAO, «el guich es un fenómeno muy antiguo en Marruecos. Para asegurar cuotas leales, los sultanes distribuyeron la mayor parte de la tierra que rodea las principales ciudades de Marruecos entre varias tribus conocidas como Guich, al alterar el término Djich (tropa armada)».
Este sistema fue inventado en el siglo XVI por sultanes de la dinastía Saadi para atraer a las tribus árabes al Magreb todavía amazig. Para los sucesivos gobiernos de Marruecos, el guish fue una forma útil de reprimir revueltas. Tenía generalmente fines defensivos, pero a veces ofensivos. A cambio, la tribu recibía la concesión de un territorio agrícola dividido en regímenes de planes de organización militar, compañías y secciones. Ayudó también a sedentarizar a muchas tribus que hasta entonces eran nómadas. 
En el siglo XVII, el sultán Mulay Ismaíl mantuvo la institución del guish dándole una gran extensión.

## Tribus guish
- Ait (bereberes)
- Ida Ublal
- Mnabha
- Teknas
- Udayas
- Ulad Dlim